# Ronald Colman
Ronald Charles Colman (Richmond (Surrey, Engeland), 9 februari 1891 - Santa Barbara (Californië) (Californië), 19 mei 1958) was een Engels acteur.

## Leven en werk

### Vroege jaren
Colman zou aanvankelijk naar de Universiteit van Cambridge gaan, maar zijn vaders dood maakte daar een einde aan. Hij vocht mee in de Eerste Wereldoorlog. Tijdens de Eerste Slag om Ieper raakte hij ernstig gewond.

### Van toneel naar film
Na de oorlog was hij regelmatig te zien op het toneel. In 1922 speelde hij in het succesvolle stuk La Tendresse op Broadway. Regisseur Henry King zag hem in dat toneelstuk en vroeg of hij mee wilde doen in zijn film The White Sister (1923), een drama met Lillian Gish. Colman accepteerde dat aanbod en deelde zo de affiche met een grote vedette. Hij werd een populaire acteur en was vooral bekend door zijn  romantische- en avonturenfilms. 
In 1930 speelde hij in Condemned en Bulldog Drummond, twee succesvolle gesproken films. Voor beide films werd hij genomineerd voor een Oscar voor Beste Acteur. 
In de jaren dertig verscheen hij regelmatig in bekende films zoals het romantisch drama A Tale of Two Cities (1935), de avontuurlijke fantasyfilm Lost Horizon (1937) en de avonturenfilm The Prisoner of Zenda (1937). In 1943 werd hij voor de tweede keer genomineerd voor de Oscar voor Beste Acteur voor zijn rol in het romantisch drama Random Harvest (1942). In 1948 slaagde hij erin die Oscar te winnen voor zijn rol in de dramatische film noir A Double Life (1947).

### Radio
Vanaf 1945 was Colman regelmatig te horen als gast in het komische radioprogramma The Jack Benny Program, samen met zijn vrouw Benita Hume. Colman en zijn vrouw mochten vanwege groot succes van 1950 tot 1952 een eigen radioprogramma presenteren, The Halls of Ivy. In 1954 werd hier een televisieserie van gemaakt.

### Privéleven
Colman had samen met zijn vrouw één dochter, Juliet. 
Op 19 mei 1958 stierf Colman op 67-jarige leeftijd aan een longinfectie in Santa Barbara. Hij werd begraven op de Begraafplaats van Santa Barbara.

### Trivia
- Colman heeft twee sterren op de Hollywood Walk of Fame, een voor zijn optreden in films en een voor zijn televisieoptredens.

- Hollywood-acteur Christopher Walken is vernoemd naar Ronald Colman. Zijn oorspronkelijke eerste naam was Ronald.

## Filmografie (selectie)
- 1923 - The White Sister (Henry King)
- 1924 - Romola (Henry King)
- 1925 - Stella Dallas (Henry King)
- 1925 - Lady Windermere's Fan (Ernst Lubitsch)
- 1926 - Kiki (Clarence Brown)
- 1926 - Beau Geste (Herbert Brenon)
- 1926 - The Winning of Barbara Worth (Henry King)
- 1927 - The Magic Flame (Henry King)
- 1929 - Bulldog Drummond (F. Richard Jones)
- 1931 - Arrowsmith (John Ford)
- 1932 - Cynara (King Vidor)
- 1934 - Bulldog Drummond Strikes Back (Roy Del Ruth)
- 1935 - Clive of India (Richard Boleslawski)
- 1935 - A Tale of Two Cities (Jack Conway)
- 1936 - Under Two Flags (Frank Lloyd)
- 1937 - Lost Horizon (Frank Capra)
- 1937 - The Prisoner of Zenda (John Cromwell)
- 1938 - If I Were King (Frank Lloyd)
- 1939 - The Light That Failed (William A. Wellman)
- 1940 - Lucky Partners (Lewis Milestone)
- 1941 - My Life with Caroline (Lewis Milestone)
- 1942 - The Talk of the Town (George Stevens)
- 1942 - Random Harvest (Mervyn LeRoy)
- 1944 - Kismet (William Dieterle)
- 1947 - The Late George Apley (Joseph L. Mankiewicz)
- 1947 - A Double Life (George Cukor)
- 1956 - Around the World in Eighty Days (Michael Anderson)
- 1957 - The Story of Mankind (Irwin Allen)

## Prijzen en nominaties

### Prijzen
- 1948 - A Double Life: Oscar voor beste acteur
- 1948 - A Double Life: Golden Globe voor beste acteur in een dramafilm

### Nominaties
- 1930 - Bulldog Drummond en Condemned: (Oscar voor beste acteur)
- 1943 - Random Harvest: (Oscar voor beste acteur)